# Truppenübungsplatz Wittstock

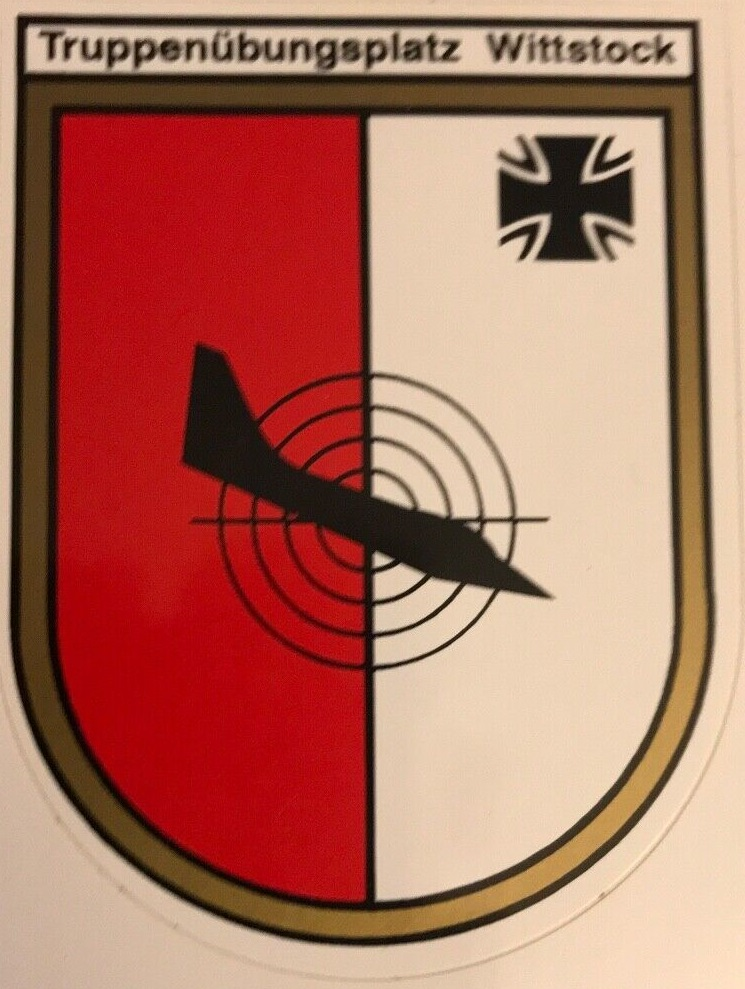
Wappen des Truppenübungsplatzes

Der Truppenübungsplatz Wittstock (auch Bombodrom) war ein Truppenübungsplatz in der Wittstock-Ruppiner Heide im Nordwesten des Landes Brandenburg. Er wurde von 1952 bis 1993 durch die Gruppe der Sowjetischen Streitkräfte in Deutschland (GSSD) genutzt und anschließend an die Bundeswehr übergeben. Seit Beginn der 1990er Jahre entwickelte sich eine politische Auseinandersetzung um Pläne der Bundeswehr, den Truppenübungsplatz als Luft-Boden-Schießplatz zu nutzen. Im Jahr 2009 wurden diese Pläne verworfen. Die Nutzung des Truppenübungsplatzes wurde 2011 durch die Bundeswehr eingestellt.

## Geographie

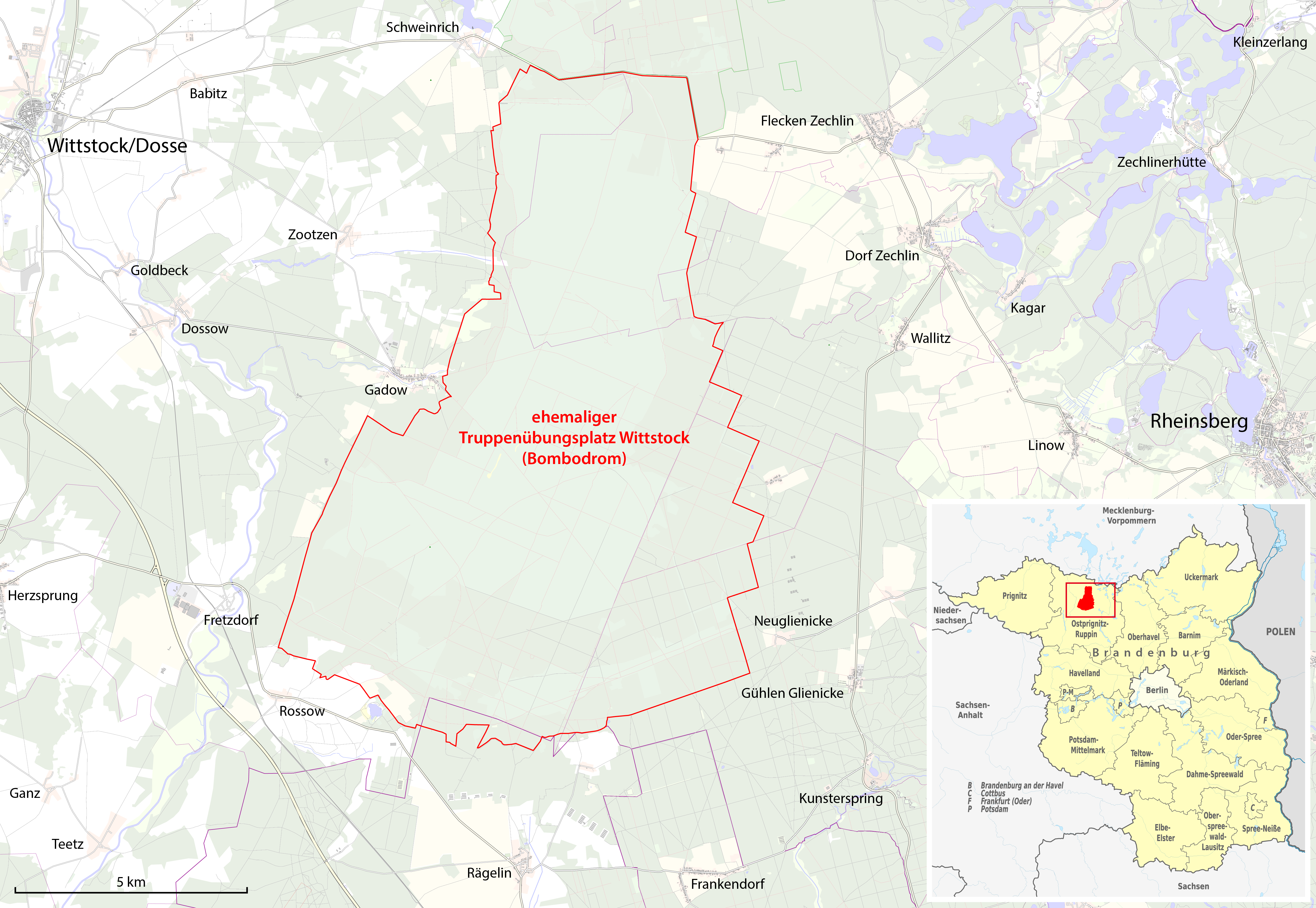
Karte des ehemaligen Truppenübungsplatzes Wittstock

Der ehemalige Truppenübungsplatz umfasst eine Fläche von 118,99 km² im Landkreis Ostprignitz-Ruppin auf dem Gebiet der Städte Wittstock/Dosse, Rheinsberg und Neuruppin sowie der Gemeinde Temnitzquell. Die brandenburgische Landesstraße 15 (Abschnitt Schweinrich–Neu Lutterow) führt durch den Nordteil des Geländes.
Auf dem ehemaligen Truppenübungsplatz befinden sich große Magerrasen- und Heideflächen mit besonderer Bedeutung für den Naturschutz. Flächen im Nordteil des Geländes sind als Landschaftsschutzgebiet in den Naturpark Stechlin-Ruppiner Land einbezogen. Im mittleren und südlichen Teil des Geländes sind Flächen als FFH-Gebiet Wittstock-Ruppiner Heide ausgewiesen. Etwa 40 km² im südlichen Teil werden als Nationales Naturerbe von der Heinz Sielmann Stiftung betreut.

## Geschichte

### Nutzung durch sowjetische Truppen
Entstanden ist der Übungsplatz in der Wittstock-Ruppiner Heide ab 1952 mit der schrittweisen Nutzung durch die GSSD, die dort zuerst Panzerübungen durchgeführt und später auch vermehrt Bombenabwürfe im Tiefflug trainiert hat. Die ursprünglichen Grundbesitzer wurden gezwungen, das Land erst zu sehr günstigen Konditionen an die Sowjetarmee zu verpachten und 1959 zu verkaufen. Auf die Nutzung durch die Sowjetarmee geht auch der Name Bombodrom zurück. 1992 stellten die sowjetischen bzw. nach dem Zusammenbruch der Sowjetunion fortan russischen Truppen alle Übungsflüge ein. Die brandenburgische Bürgerinitiative Freie Heide wurde gegründet mit dem Ziel, den Übungsplatz in eine touristische Nutzung zu überführen. 1993 zogen die Streitkräfte Russlands endgültig ab und die deutsche Bundesregierung beschloss die militärische Weiternutzung.

### Nutzung durch die Bundeswehr und Ausbaupläne
Die deutsche Luftwaffe plante, das Gelände als Übungsplatz für Tiefflüge und Bombenabwürfe zu verwenden. Insgesamt sollten 1700 Flugstunden pro Jahr absolviert werden. Begründet wurde dies mit der Entlastung zweier kleinerer Übungsplätze bei Nordhorn und Siegenburg. Bei Wittstock sollte eine rund 800 Mann starke Garnison entstehen.
Die Bundeswehr darf den Platz nach dem Urteil des Bundesverwaltungsgerichts vom 14. Dezember 2000 vor Abschluss eines ordnungsgemäßen und rechtsstaatlichen Grundsätzen entsprechenden Planungsverfahrens nicht für den militärischen Übungsbetrieb nutzen.
Am 31. Juli 2007 verwarf das Verwaltungsgericht Potsdam die neue Betriebsgenehmigung des Verteidigungsministeriums und gab damit drei Klagen gegen die Nutzung des Bombodroms durch die Bundeswehr statt. Eine Inbetriebnahme des Geländes für den militärischen Übungsbetrieb ist damit weiterhin untersagt. Eine Berufung wurde vom Oberverwaltungsgericht Berlin-Brandenburg angenommen und am 27. März 2009 abschlägig entschieden. Das Verteidigungsministerium beharrte zunächst auf seinen Plänen.
Am 2. Juli 2009 sprach sich der Bundestag gegen den geplanten Luft-Boden-Schießplatz aus. Die Abgeordneten folgten damit einem Antrag des Petitionsausschusses. Am 9. Juli 2009 gab Bundesverteidigungsminister Franz Josef Jung bekannt, dass die Bundesregierung auf den Ausbau des Truppenübungsplatz Wittstock verzichtet und keine Revision gegen das Urteil des Oberverwaltungsgerichtes einlegen wird.
Am 21. April 2010 teilte Verteidigungsminister Guttenberg in seiner Rede mit, dass für den Truppenübungsplatz Wittstock kein „anderweitiger militärischer Bedarf“ besteht. Die 80 Personen, die bei der Bundeswehr in Wittstock beschäftigt sind, werden abgezogen. Der Luftraum über dem Truppenübungsplatz wird wieder freigegeben. Für den Ministerpräsidenten des Landes Brandenburg Matthias Platzeck, die Bürgerinitiative „Freie Heide“ und die Anwohnergemeinden, die 17 Jahre lang gegen die Nutzung als Truppenübungsplatz gekämpft haben, ist dies ein großer Erfolg einer breiten Bürgerbewegung gegen den Bombenabwurfplatz.
Die zuletzt 80 Soldaten, die in der Garnison bei Wittstock stationiert waren, wurden kontinuierlich abgezogen, bevor die am Truppenübungsplatz Wittstock ansässige Kommandantur am 13. Januar 2011 von der Bundeswehr offiziell aufgelöst wurde.

### Widerstand gegen Ausbaupläne der Bundeswehr

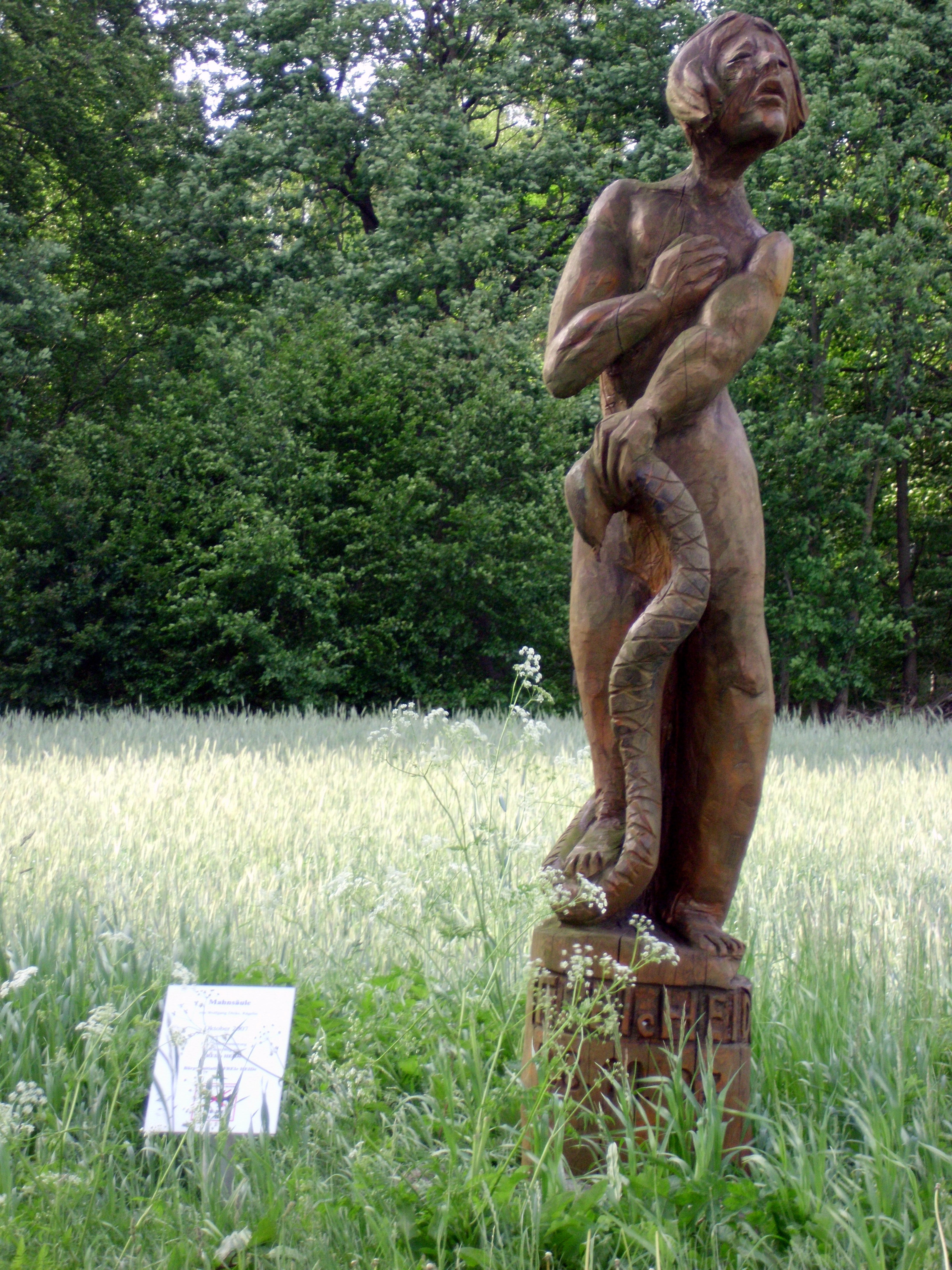
Mahnsäule „Freie Heide“ von Wolfgang Dicks 2007

Der geplante Ausbau des Truppenübungsplatzes führte zu Protesten aus örtlicher Bevölkerung, Tourismusbranche und antimilitaristischen Gruppen. Der überwiegende Teil der Bevölkerung in der Region war der Ansicht, dass mit dem Bombodrom die Aussicht auf Wirtschaftswachstum durch Tourismus zerstört würde. Entsprechend hatten sich daher sowohl der Kreistag des Landkreises Ostprignitz-Ruppin als auch die Landtage von Brandenburg und Mecklenburg-Vorpommern sowie das Abgeordnetenhaus von Berlin positioniert. Alle relevanten Landesparteien unterstützten den Widerstand gegen das Bombodrom, aber auch Bundespolitiker, zum Beispiel die Vizepräsidentinnen des Bundestages Petra Pau (Die Linke) und Katrin Göring-Eckardt (Bündnis 90/Die Grünen).
Ein wesentliches Mittel der Protestbewegung waren Protestmärsche. So fand in der Wittstock-Ruppiner Heide der größte Ostermarsch in Deutschland mit mehr als 10.000 Besuchern im Jahr 2009 statt. Ein weiterer Schwerpunkt waren juristische Auseinandersetzungen, insgesamt wurden 27 Prozesse vor Gericht gewonnen. Am 3. März 2007 erhielt die Initiative FREIeHEIDe, stellvertretend für alle Initiativen gegen das Bombodrom, den Göttinger Friedenspreis. Ebenfalls stellvertretend verlieh Ministerpräsident Matthias Platzeck am 13. Juni 2008 dem Mitbegründer und Sprecher der Bürgerinitiative Freie Heide Benedikt Schirge den Verdienstorden des Landes Brandenburg.
Beide Ehrungen wurden zwei Haupt-Protagnisten der FREIe HEIDe Bürgerinitiative nicht mehr zu teil. Helmut Schönberg, Bürgermeister der Anrainergemeinde Schweinrich und jahrelanger Vorsitzender der Bürgerinitiative verstarb 2004. In seinem Engagement war prägend und unentbehrlich für die Initiative und deren langjährigen Fortbestand. Bis in den Bundestag wurde unter seiner Beteiligung Anliegen und Positionen der Initiative getragen. Neben ihm auch Mitbegründerin und „Großmutter der Freien Heide“, Annemarie Friedrich aus Flecken-Zechlin. Sie war von Anfang an und trotz hohen Alters Galionsfigur der Bürgerbewegung, oft in erster Reihe bei den unzähligen Protestveranstaltungen. Die Differenzen mit ihren Genossen der SPD führten sie 2003 dazu, ihre SPD-Mitgliedschaft zu beenden. Sie verstarb vier Jahre vor dem Rückzug der Bundeswehr, 85-jährig im August 2005.
Seitens der Bundeswehr wurden zwei Argumente für die Nutzung des Übungsplatzes vorgebracht: Zum einen die Lastenverteilung zwischen Ost- und Westdeutschland, zum anderen seien Übungsmöglichkeiten notwendig, um die Einsatzbereitschaft aufrechtzuerhalten. Winfried Nachtwei (MdB B90/Grüne), Mitglied des Verteidigungsausschusses des Bundestages, vertrat in seiner Stellungnahme die Meinung, dass der Abwurf von ungelenkten Bomben im Tiefflug, wie er auf dem Übungsplatz trainiert werden sollte, weder für die Landesverteidigung noch für die Aufgaben im Bereich internationaler Kriseneinsätze notwendig sei.
Der 2008 erschienene Roman Die Nachhut von Holger Witzel unter dem Pseudonym Hans Waal spielt teilweise auf und an dem ehemaligen Bombodromgelände und nutzt Motive der Demonstrationsbewegung für die Handlung.

### Nach der militärischen Nutzung
Die langjährige Nutzung des Truppenübungsplatzes als Schießplatz führte zu einer extrem hohen Belastung an Altmunition. Schätzungen gehen von etwa 1,5 Millionen Granaten, Bomben und Blindgängern aus. Ausgelöst durch Erosion oder Wildtiere explodieren immer wieder noch scharfe Munitionsteile. Der Bund erklärte 2011, dass er in den folgenden 15 Jahren 80 Millionen Euro für die Sicherung des Geländes bereitstellen will, was allerdings nach Schätzung von 2011 nur für ca. 3 % des Geländes reichen dürfte. Bisher beschränkt sich die Sicherung weitgehend auf Warnschilder und ein Betretungsverbot entlang aller querenden Straßen.
Stand 2020 sind lediglich rund 250 Hektar auf dem ehemaligen Truppenübungsplatz von Streubomben gemäß Übereinkommen über Streumunition beräumt worden. Insgesamt müssen diesbezüglich rund 1100 Hektar untersucht werden.
Eine öffentliche Nutzung des Geländes ist bis auf weiteres nicht absehbar. Die Heinz Sielmann Stiftung erwägt nach dem Vorbild der Döberitzer Heide, auf einem Teil des Geländes Wisente anzusiedeln (Stand 2011). Seit Sommer 2016 befindet sich die Kaserne im Abriss. An deren Stelle sollen Photovoltaik-Freiflächenanlagen entstehen. Im Frühjahr 2017 startete das Forschungsprojekt NaTec - KRH, das den Einsatz neuester Techniken der Geofernerkundung und automatischer Robotik zur Heidepflege unter den Aspekten des Naturschutzes und der Ökosystemforschung untersucht. Zu diesem Zweck ist neben der Heinz Sielmann Stiftung das Helmholtz-Zentrum Potsdam – Deutsches GeoForschungsZentrum für mindestens sechs Jahre an der Erarbeitung eines umfangreichen, fernerkundungsbasierten Monitoringplans von Arten und Lebensräumen beteiligt. Die Kyritz-Ruppiner Heide wird dadurch als Modellgebiet zur Entwicklung neuester Verfahren des Biodiversitätsmonitoring längerfristig ausgewiesen.